# 具志川火力発電所
具志川火力発電所（ぐしかわかりょくはつでんしょ）は、沖縄県うるま市にある沖縄電力の石炭火力発電所。

## 発電設備
- 総出力：31.2万kW[1]

1号機
定格出力：15.6万kW
使用燃料：石炭、木質バイオマス
営業運転開始：1994年3月
2号機
定格出力：15.6万kW
使用燃料：石炭、木質バイオマス
営業運転開始：1995年3月